# Francisco Molina
Francisco Molina Simón (Súria, Spanyolország, 1930. március 29. – Antofagasta, 2018. november 14.) spanyolországi születésű válogatott chilei labdarúgó, csatár, edző.

## Pályafutása

### Klubcsapatban
A Deportivo Roberto Parra és a Santiago Wanderers korosztályos csapatában kezdte a labdarúgást. 1948 és 1950 között a Wanderers, 1951–52 között az Universidad Católica játékosa volt. 1953 és 1956 között a spanyol Atlético Madrid együttesében játszott. 1957-ben hazatért és az Audax Italianoban folytatta pályafutását, ahol 1957-ben bajnok lett. 1960-ban az Unión Española, 1961-ben ismét az Universidad Católica csapatában szerepelt. 1961-ben az Universidaddal ismét bajnoki címet szerzett.

### A válogatottban
1953 és 1959 között nyolc alkalommal szerepelt a chilei válogatottban és nyolc gólt szerzett. Az 1953-as Copa Américán hét góllal a torna gólkirálya lett.

### Edzőként
1963–64-ban a Coquimbo Unido, 1965-ben a Deportes La Serena, 1966–67-ben az Unión Española, 1968–69-ben a  Colo-Colo, 1970–72-ben a Deportes Antofagasta vezetőedzője volt. 1980-ban az O'Higgins, 1981-ben a Viña del Mar-i Everton szakmai munkáját irányította.

## Sikerei, díjai
Chile
- Copa América
  - gólkirály: 1953 (7 gól)

 Audax Italiano
- Chilei bajnokság
  - bajnok: 1957

 Universidad Católica
- Chilei bajnokság
  - bajnok: 1961